# Céret (gmina)
Céret – miejscowość i gmina we Francji, w regionie Oksytania, w departamencie Pireneje Wschodnie, położone nad rzeką Tech.
Według danych na rok 1990 gminę zamieszkiwało 7285 osób, a gęstość zaludnienia wynosiła 192 osoby/km² (wśród 1545 gmin Langwedocji-Roussillon Céret plasuje się na 32. miejscu pod względem liczby ludności, natomiast pod względem powierzchni na miejscu 110.).

## Populacja

Populacja Céret w latach 1962-2008

## Zabytki
Zabytki na terenie gminy posiadające status monument historique:
- zamek Aubiry (Château d'Aubiry)
- kościół św. Piotra (Église Saint-Pierre de Céret)
- Fontaine des Neuf Jets
- Monument aux morts de Céret
- Pont du Diable
- Portal de France

## Współpraca

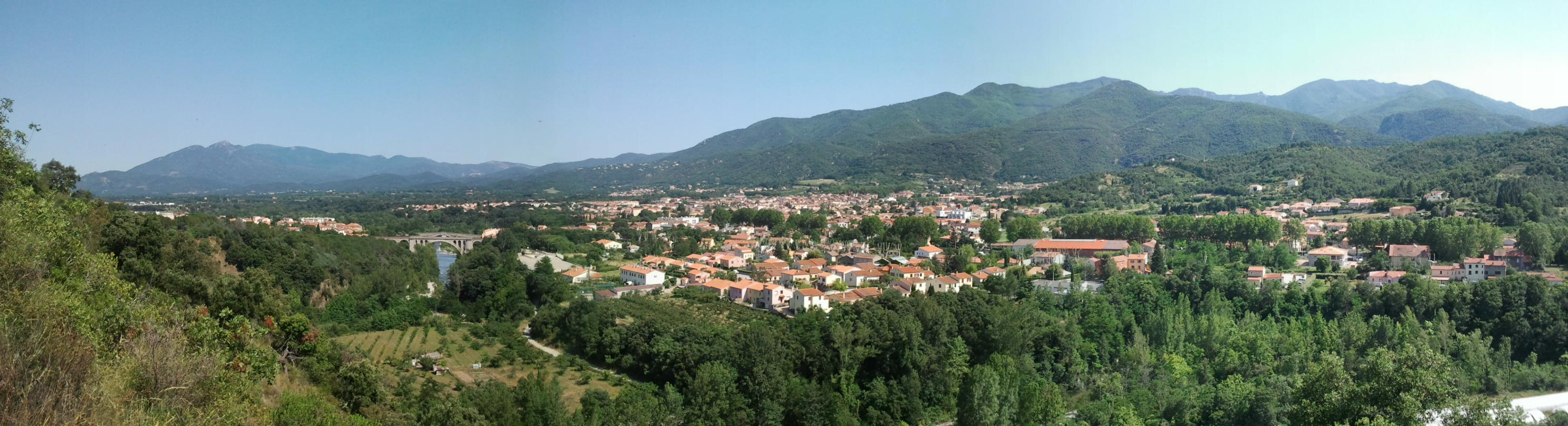
Panorama Céret

- Almonte, Hiszpania
- Banyoles, Hiszpania
- Lüchow, Niemcy

## Galeria

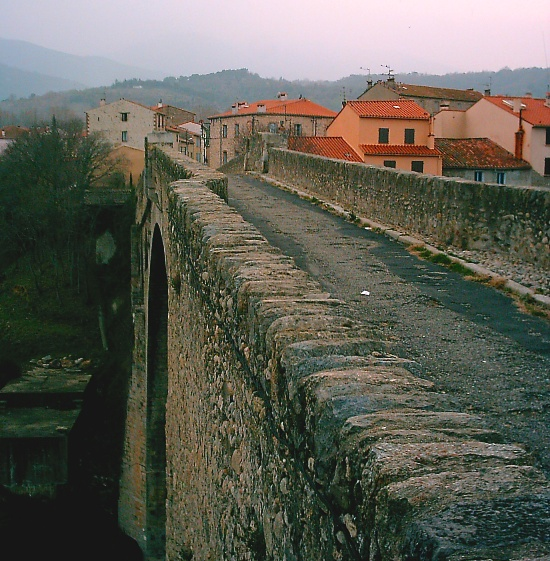
Pont du Diable
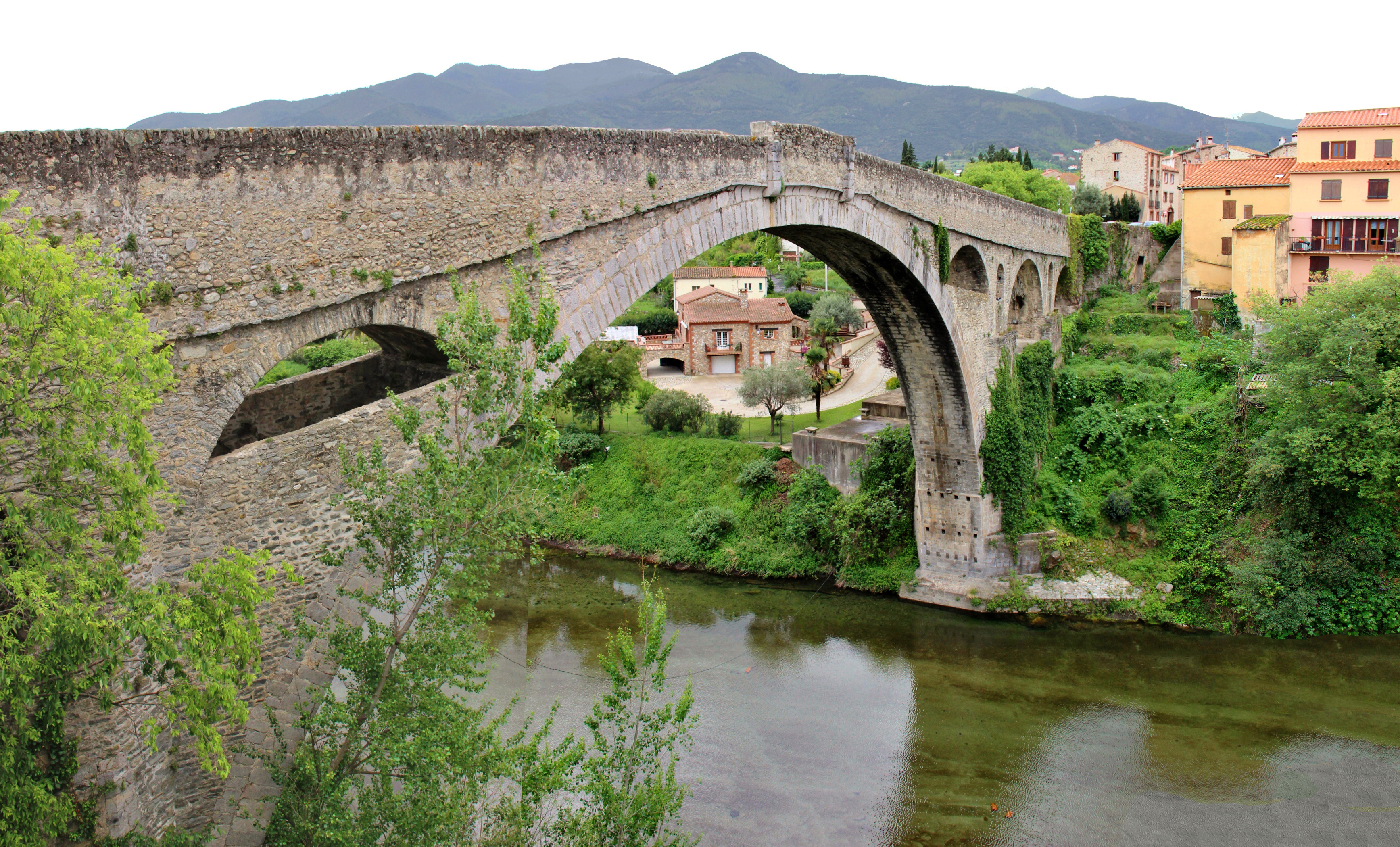
Pont du Diable
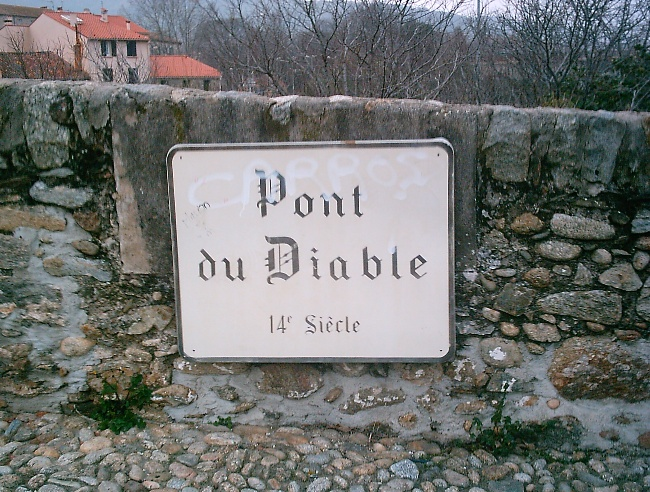
Pont du Diable
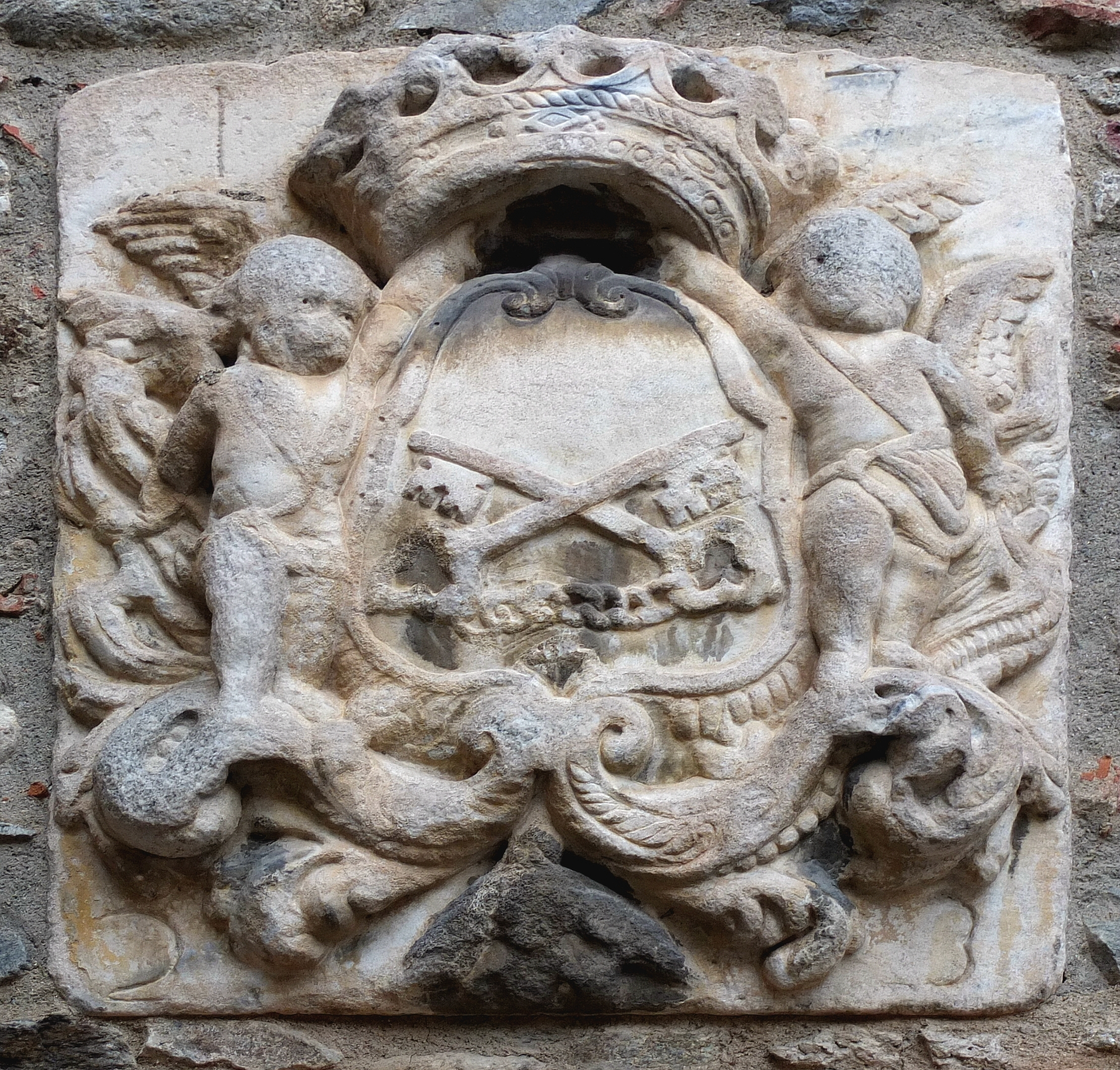
Herb Céret datowany 1723